# Bataille des Dardanelles (1654)
Cette bataille, la première d'une série de batailles, à lieu le 16 mai 1654,  à l'embouchure du détroit des Dardanelles, alors que Venise et d' autres forces chrétiennes tentaient de prévenir l'invasion  turque de la Crète.

## Histoire
Le commandant vénitien Giuseppe Delfino atteint l'embouchure des Dardanelles le 19 avril à la tête d'une flotte de 17 voiliers, 2 galéasses et 8 galères. Le 10 mai, Murad, le Kapudan Pacha (amiral), quitte Istanbul avec 30 voiliers, 6 galéasses (appelées en Turquie mahons) et 40 galères et atteignit le détroit  le 15 mai, juste au-dessus de l'embouchure des Dardanelles. Sa flotte est divisée en 3 lignes : d'abord les voiliers, puis les galéasses, puis les galères. Le 16 mai Delfino attaque. Son plan est que ses navires restent à l'ancre jusqu'au passage des Turcs, puis de les attaquer par l'arrière. La plupart des navires vénitiens partent trop tôt, laissant sans soutien le navire de Delfino, le San Giorgio grande, celui de son second, Daniele Morosini, l'Aquila d'Oro, ainsi qu' Orsola Bonaventura (Sebastiano Molino), Margarita, 2 galéasses et 2 galères. L'Aquila d'Oro est attaqué en premier par un navire ottoman qu'il réussit à capturer, avant que 5 navires turcs ne viennent à son aide. Le navire ottoman finit par être brûlé, entraînant l'incendie de l'Aquila d'Oro.
Dans l'affrontement les Vénitiens ont perdu 2 navires et 1 galère brûlée, 1 galère capturée, ainsi que le chef des galères, Francesco Morosini, tué, et Daniele Morosini capturé. Le bilan total des victimes s'élève à 30 morts et environ 40 blessés. Les pertes ottomanes sont de 2 voiliers brûlés, et probablement d'une galère et une galéasse perdues.